# Papstwahl

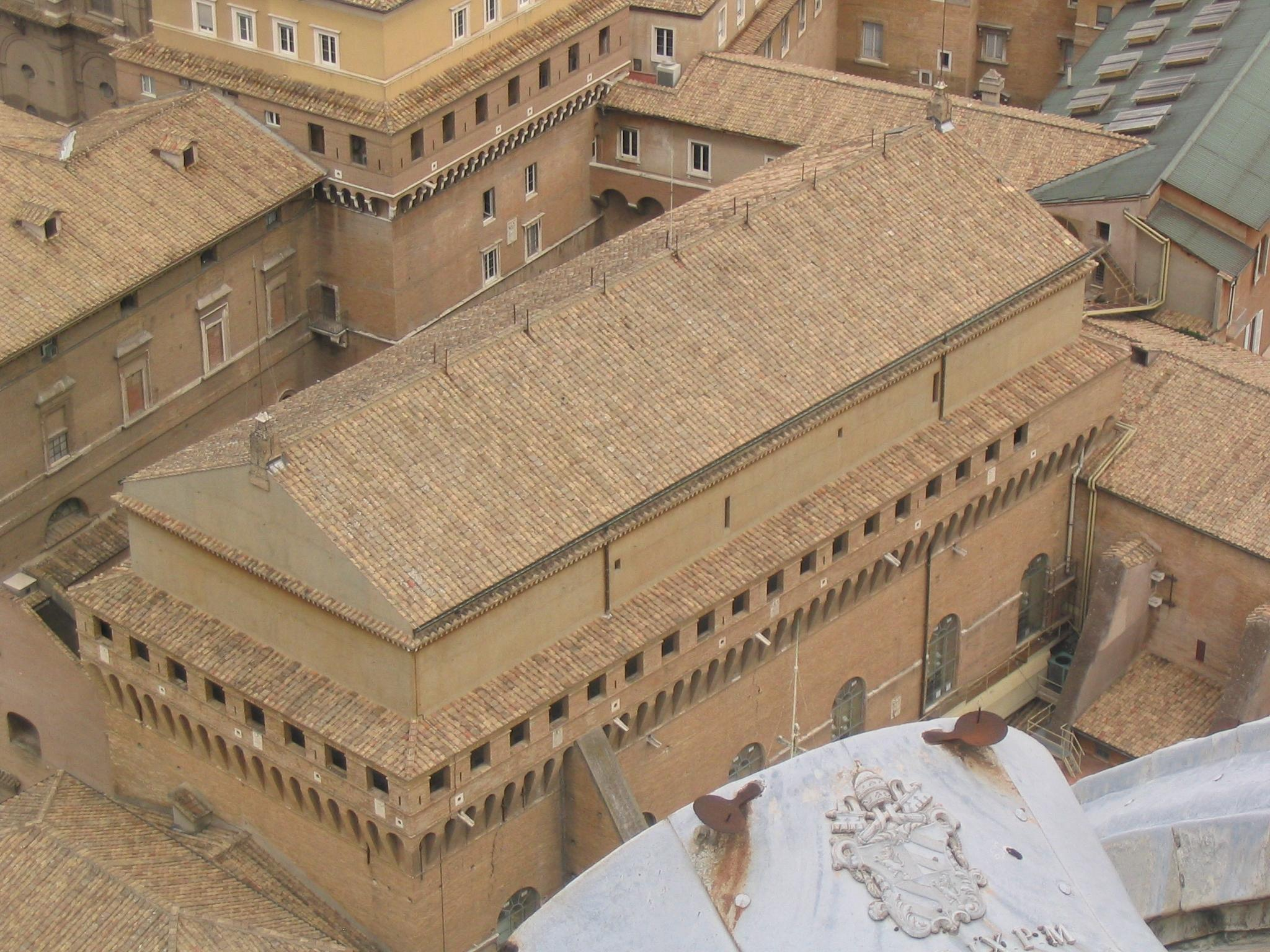
Ansicht der Sixtinischen Kapelle von der Kuppel des Petersdoms aus

Als Papstwahl wird die Wahl des Bischofs von Rom, der als Papst das Oberhaupt der römisch-katholischen Kirche ist, bezeichnet. Eine Wahl wird nach Eintreten der Sedisvakanz notwendig, wenn der bisherige Papst gestorben ist oder auf sein Amt verzichtet hat. Das Wahlgremium besteht aus den wahlberechtigten Kardinälen, die sich im Konklave versammeln. Seit 1878 findet das Konklave in der Sixtinischen Kapelle in Rom statt.

## Geschichte
Zu einzelnen Wahlen siehe die Liste der Papstwahlen seit 1061.

### Frühzeit
Für die Papstwahl gab es zunächst keine eigenen Verfahrensnormen. Die ersten Bischöfe von Rom wurden wahrscheinlich von den Gründern der römischen Gemeinde bestimmt; nach christlichem Mythos waren dies Petrus und einige Mitarbeiter. Dieses Wahlverfahren wurde in Rom und anderswo sehr bald durch ein Verfahren abgelöst, bei dem die Kirchenvertreter und die Gläubigen einer Kirche sowie die Bischöfe der benachbarten Diözesen den jeweiligen Bischof bestimmten. Diese Regel zur Wahl „durch Klerus und Volk“ waren der Kern des dann auch verschriftlichten kanonischen Wahlrechts, wie es erstmals in der Traditio Apostolica greifbar wurde.
Etwa seit dem 3. Jahrhundert beanspruchten die Bischöfe von Rom zunächst einen Ehrenvorrang vor den übrigen Bischöfen und später die Funktion eines Oberhaupts der gesamten Christenheit. Damit gewann auch ihre Wahl zunehmend an Bedeutung. Wahlbestimmend waren die Kirchenvertreter, die unter Aufsicht der anwesenden Bischöfe ihr zukünftiges Oberhaupt gemeinsam festlegten. Ihr Wahlvorschlag wurde den römischen Gläubigen mitgeteilt. Die Römer signalisierten ihre Zustimmung oder gegebenenfalls (durch Tumulte) ihre Ablehnung. Das Mitwirkungsrecht des Kaisers wurde bis 730 vom Exarchen von Ravenna ausgeübt; später beanspruchten die römischen Könige und Kaiser dieses Recht.
Die Lateransynode von 769 legte fest, dass der Elekt aus den Reihen des römischen Klerus stammen müsse. Eine in Rom im Jahre 862 stattfindende Synode bekräftigte das Mitwirkungsrecht der römischen Adeligen.

### Vom Papstwahldekret von 1059 bis zum Konzil von Lyon 1274
Zwischen 1059 und 1274 wurden in mehreren Schritten Verfahrensregeln für die Papstwahl entwickelt, die teilweise bis heute gültig sind.
Im Jahre 1059 legte Nikolaus II. fest, dass auch Nichtrömer gewählt werden können und dass nur die drei Stände der Kardinäle das aktive Wahlrecht haben sollten; dabei sollten die Kardinalbischöfe den mit Abstand größten Einfluss haben. 
Für die Papstwahlen im weiteren 11. Jahrhundert lässt sich nicht nachweisen, dass diese Regeln eingehalten wurden. Erst im 12. Jahrhundert wurde es in einflussreiche kanonische Sammlungen (z. B. die Panormia und das Decretum Gratiani) aufgenommen. Dennoch hat das Papstwahldekret von 1059 mit der Beschränkung der Wählerschaft auf die Kardinäle und der Ausweitung des passiven Wahlrechts auf Nichtrömer das Verfahren der Papstwahl bis heute geprägt.
Im 12. und 13. Jahrhundert wurden in relativ rascher Folge weitere Bestimmungen zur Papstwahl getroffen.
Innozenz IV. legte 1245 unter anderem fest, dass eine Zweidrittelmehrheit der anwesenden Kardinäle zur Wahl ausreicht; zugleich bestimmte er, dass Kardinäle, die sich vom Wahlort entfernten, ihr Stimmrecht verlören und dass die eigene Stimme nicht zählte. Gregor X. regelte in seinem Dekret Ubi periculum vom 16. Juli 1274 zahlreiche Aspekte der Papstwahl; insbesondere schrieb er vor, dass sich die Kardinäle bis zum Abschluss der Wahl strikt von der Außenwelt zu isolieren hätten. Diese Regelungen sind der Beginn des Konklaves als verpflichtender Form der Papstwahl.

### Konklavereform von 1621/22
Einen grundlegenden Normierungsschub erfuhr das Papstwahlverfahren durch die Bulle Aeterni Patris Filius Papst Gregors XV., die die Reformbemühungen des 16. Jahrhunderts zu einem Abschluss brachte und ihren Niederschlag im Caeremoniale in Electione Summi Romani Pontificis observandum fand. Die in diesen beiden päpstlichen Dokumenten aufgestellten Bestimmungen regelten bis 1904 das Konklave und sind, von marginalen Modifikationen abgesehen, bis heute gültig.
Zentrales Moment dieser Reform, die von einem als Zelanti („Eiferer“) bezeichneten Reformerkreis um die Kardinäle hl. Robert Bellarmin und Federico Borromeo vehement vorangetrieben wurde, ist die Orientierung am kirchlichen Gemeinwohl. Dieses Handlungsmotiv führte dazu, dass die Stimmabgabe im Konklave erstmals als ein wirklich geheimer Akt bezeichnet werden kann. Waren die Voten der einzelnen Kardinäle vorher auch bei der Wahl durch das Scrutinium zu einem bestimmten Zeitpunkt offenbar geworden, konnten die Kardinäle ab 1622 bei der Wahlentscheidung ganz ihrem Gewissen folgen. Eine Vereinnahmung der Kardinäle nach klientelären Verpflichtungen wurde so erschwert und letztlich unmöglich gemacht.
Die individuelle Verpflichtung jedes einzelnen Wählers, allein den würdigsten Kardinal zum Papst zu wählen, findet einen deutlichen Ausdruck in der Gestaltung der Eidesleistung unmittelbar vor der Stimmabgabe. Mit der Konklavereform Gregors XV. wurde die Sixtinische Kapelle der Ort der Papstwahl. Auf diese Weise steht jeder Kardinal während der Stimmabgabe Michelangelos Gemälde des Jüngsten Gerichtes gegenüber, wo Christus, der vom wählenden Kardinal als zukünftiger Richter („[…] qui me iudicaturus est […]“) angesprochen wird, als Richter am Ende der Zeit dargestellt ist. Vor der Reform unter Gregor XV. war die Sixtinische Kapelle (wahrscheinlich seit ihrer Erbauung unter Sixtus IV.) lediglich der Wohnraum der Kardinäle im Konklave, während die eigentlichen Wahlhandlungen in der kleineren Cappella Paolina stattfanden.
Neben der positiven Fixierung und Definition der drei kanonischen Wahlmodi des Mittelalters (per scrutinium, per compromissum, per inspirationem) beendete die Konklavereform Gregors XV. einen frühneuzeitlichen Missstand bei der Papstwahl, der als logische Folge der starken klientelären Verflechtung an der Kurie angesehen werden kann. Wahrscheinlich seit der Wahl Leos X. hatte sich ein Wahlmodus etabliert, der in keiner Weise rechtlich fixiert war, die Wahl per adorationem. Bei diesem Vorgehen wurde derjenige Kardinal als Papst angesehen, dem zuerst von der üblichen Zweidrittelmehrheit der Kardinäle gehuldigt wurde. Eine Handlung aus dem alltäglichen Symbolrepertoire des Papstzeremoniells wurde hier zum entscheidenden Moment. Die Kritik an diesem Vorgehen nahm besonders in der zweiten Hälfte des 16. Jahrhunderts zu, da die Begleitumstände einer solchen Wahl teilweise in Tumulten und Handgreiflichkeiten gipfelten. Die Überzeugung, dass solche turbulenten Begleitumstände dem Gegenstand des Konklaves nicht angemessen seien, sondern vielmehr eine, nach fixierten verfahrenstechnischen Normen ablaufende, individuelle Gewissensentscheidung der alleinige Weg zur gottgefälligen Papstwahl sei, setzte sich mit der gregorianischen Konklavereform schließlich durch.

### Regeländerungen im 20./21. Jahrhundert
Die letzte gültige Regelung hat Papst Johannes Paul II. am 22. Februar 1996 in der Apostolischen Konstitution über die Vakanz des Apostolischen Stuhles und die Wahl des Papstes von Rom (Universi Dominici gregis) festgelegt. Sie wurde von seinem Nachfolger Benedikt XVI. im Juni 2007 mit dem Motu proprio De aliquibus mutationibus in normis de electione Romani Pontificis und mit dem Motu proprio Normas nonnullas im Februar 2013 teilweise modifiziert.
Papst Johannes Paul II. schaffte 1996 die Regel ab, nach der ein Papst zwei Drittel plus eine Stimme erhalten musste. Sie war eingeführt worden, um die Überprüfung, ob ein Kandidat verbotenerweise für sich selbst gestimmt hatte, überflüssig zu machen. Stattdessen legte er fest, dass nach insgesamt 33 bzw. 34 Wahlgängen, falls noch kein Papst gewählt ist, die Kardinäle sich mit absoluter Mehrheit für ein anderes Quorum entscheiden oder auch die Wahlprozedur ändern können. Der Papst konnte dann auch mit einfacher Mehrheit bestimmt werden, oder die Kardinäle konnten eine Stichwahl zwischen den beiden bis dahin führenden Kandidaten bestimmen. Die Anforderung zumindest einer einfachen Mehrheit der Stimmen darf jedoch nicht aufgegeben werden. Diese Regelung wurde im Jahr 2007 von Benedikt XVI. wieder aufgehoben, sodass zur Wahl eines Papstes in jedem Wahlgang wieder eine Zweidrittelmehrheit der abgegebenen Stimmen erforderlich ist.
Im Februar 2013 erließ Benedikt XVI. das apostolische Schreiben Normas nonnullas. In ihm änderte er kurz vor dem Wirksamwerden seines Amtsverzichts als Papst Bestimmungen bezüglich der Sedisvakanz und des Konklaves. Demnach gilt nun, dass die im Konklave versammelten Kardinäle nach dem 34. Wahlgang eine Stichwahl zwischen den beiden bis dato führenden Kardinälen vornehmen können, wobei diese ihr aktives Stimmrecht verlieren. Auch bei dieser Stichwahl ist weiterhin eine Zweidrittelmehrheit erforderlich.

## Säkularer Einfluss

### Römische und byzantinische Herrscher
Für den Großteil der Kirchengeschichte war die Wahl des Papstes nicht unbeeinflusst von weltlichen Herrschern oder Regierungen. Bereits die römischen Kaiser haben die Wahl einiger Päpste nachhaltig beeinflusst. Kaiser Honorius legte im Jahre 418 die Kontroverse über eine Papstwahl bei, indem er Bonifatius I. unterstützte, dessen rechtmäßige Wahl von Eulalius bestritten wurde. Honorius ordnete auch an, dass bei zukünftigen Kontroversen erneut gewählt werden sollte. Allerdings wurde seine Anordnung nie umgesetzt. Nach dem Fall des weströmischen Reiches legte Johannes II. 532 formal fest, dass die ostgotischen Könige, die in Rom herrschten, der Wahl zuzustimmen hätten. Da das ostgotische Königreich nur bis Ende der 530er Jahre bestand, ging dieses Recht auf die Herrscher des byzantinischen Reiches über. Kirchliche Amtsträger informierten den Exarchen von Ravenna über den Tod des Papstes, der diese Information an den Herrscher von Byzanz weitergab. Stand fest, wer Papstnachfolger werden solle, mussten sie eine Delegation nach Konstantinopel senden, um dort die Zustimmung einzuholen, bevor dieser sein Amt wahrnehmen konnte. Die Reise nach Konstantinopel und wieder zurück zog große zeitliche Verzögerungen nach sich, während deren der Papstsitz unbesetzt blieb. Als Benedikt II. sich bei Konstantin IV. über diese Verzögerung beschwerte, stimmte Konstantin zu, dass er nur noch über das Ergebnis informiert werde. Zacharias und seine Nachfolger beendeten auch diese Praxis.

### Römisch-deutsches Reich
Auch das Fränkische und das aus ihm hervorgegangene Römisch-deutsche Reich übten ab dem 9. Jahrhundert Einfluss auf die Papstwahl aus. Während die ersten beiden fränkischen Kaiser, Karl der Große und Ludwig der Fromme, sich nicht in die Papstwahl einmischten, erklärte Lothar I., keine Papstwahl dürfe ohne Anwesenheit eines kaiserlichen Abgesandten durchgeführt werden.
898 musste Johannes IX. nach heftigen Auseinandersetzungen die Vorherrschaft von Kaiser und Reich anerkennen. Auch die säkularen regionalen Herrscher in Rom übten im Frühmittelalter, insbesondere im 10. Jahrhundert, einen bestimmenden Einfluss auf die Papstwahl aus. Den Höhepunkt des kaiserlichen Einflusses stellte die Synode von Sutri im Jahr 1046, in deren Folge Heinrich III. drei konkurrierende Päpste absetzte und seinen Vertrauten, Bischof Suitger von Bamberg als Clemens II. zum Papst wählen ließ. Auch dessen Nachfolger wurden durch Kaiser Heinrich designiert, der damit dem Reformpapsttum zum Durchbruch verhalf. Die Synodaldekret, das 1059 das aktive Wahlrecht weitgehend auf die Kardinäle beschränkte, erkannte auch die Autorität des damals noch jugendlichen Kaisers Heinrich IV. an und sprach ihm ein (allerdings nicht genau definiertes) Mitwirkungsrecht zu.
Der Investiturstreit über die Rolle des römisch-deutschen Herrschers bei der Besetzung hoher Kirchenämter endete mit einem Sieg des Reformpapsttums und dem faktischen Ausschluss des Kaisers aus der Papstwahl.

### Avignon
Zwischen 1309 und 1430 residierten die Päpste unter französischem Schutz in Avignon. Diese Zeit wird auch als die „babylonische Gefangenschaft“ der Päpste bezeichnet (in Anlehnung an das babylonische Exil des jüdischen Volkes). Während dieser Zeit war die Kurie französisch dominiert, und es wurden auch bevorzugt Franzosen als Päpste gewählt.
1378 fand die Papstwahl wieder in Rom statt. Das römische Volk verlangte einen Italiener, und so wurde zunächst Urban VI. gewählt. Im September desselben Jahres wählten die französischen und einige italienische Kardinäle dann mit Clemens VII. einen eigenen Papst. Beide Papstlinien existierten weiter, da jeweils Nachfolger gewählt wurden. Die Situation verschlimmerte sich noch, als 1409 das Konzil von Pisa beide Päpste für abgesetzt erklärte und einen dritten Papst ernannte. Jeder der drei hielt sich für den einzig wahren Papst und exkommunizierte die jeweiligen Gegenspieler. Erst als 1417 im Konzil von Konstanz nochmals alle drei Päpste abgesetzt wurden und Martin V. gewählt wurde, wurde die Spaltung überwunden. Es gab zwar noch bis 1430 einen Gegenpapst, dieser hatte aber keine Bedeutung mehr.

### Nationales Vetorecht
Ab dem 16. Jahrhundert erhielten einige katholische Nationen ein Vetorecht bei der Papstwahl, das durch den Kardinal ausgeübt werden konnte (Exklusive). Konvention war jedoch, dass jede Nation nur einmal während der Papstwahl ihr Vetorecht ausübt. Das Recht konnte nur vor einem Wahlgang gegen einen Kandidaten eingesetzt werden, nicht nach einer erfolgreichen Wahl. Es wurde daher zu dem Zeitpunkt eingesetzt, wenn es wahrscheinlich schien, dass ein nicht genehmer Kandidat gewählt werden könnte. Beispielhaft war dafür das Konklave 1758, bei dem der französische König Ludwig XV. sein Veto gegen die Wahl Carlo Alberto Guidobono Cavalchinis einlegte. Dieser war einzelnen Quellen zufolge bereits zum Papst gewählt worden, habe das Amt aber durch das Veto niedergelegt. Anschließend wurde Kardinal Carlo Rezzonico zu Papst Clemens XIII. gewählt.
Österreich war 1903 das letzte Land, das das Vetorecht ausübte. Kardinal Puzyna de Kosielsko informierte das Kardinalskollegium darüber, dass Österreich gegen eine Wahl des Mariano Kardinal Rampolla sein Veto einlege. Dieser hatte im Wahlvorgang zuvor 29 von 60 Stimmen erhalten. Das Kardinalskollegium wählte anschließend Giuseppe Kardinal Sarto, der den Papstnamen Pius X. annahm. Pius X. verbot während seiner Amtszeit die Praxis des Vetorechts und kündigte an, dass ein Kardinal, der ein Veto seiner Regierung verkünde, exkommuniziert werden könne.

## Konklave
Die Wahl selbst findet durch die wahlberechtigten Kardinäle in einer Versammlung statt, die als Konklave bezeichnet wird. Die Besonderheit dieses Wahlverfahrens ist, dass das Wahlgremium eingeschlossen wird, bis es zu einer gültigen Wahl gekommen ist.

### Etymologie
Das Wort Konklave ist lateinischen Ursprungs. Conclave bedeutet Zimmer, verschließbares Gemach, was sich wiederum aus cum clave „mit dem Schlüssel“ ableitet. Es bezeichnet sowohl den abgeschlossenen Raum, in dem die Wahl stattfindet, als auch die Zusammenkunft der Wahlberechtigten (Elektoren) selbst.

### Ursprung in italienischen Kommunen
Die Institution des Konklaves entstand ab dem 12. Jahrhundert in italienischen Stadtkommunen, als diese neue Verfahrensweisen etablierten, um von äußeren Einflüssen und innerem Parteienstreit unabhängig Ämter zu besetzen. Mittels unterschiedlicher und oft miteinander kombinierter Verfahren (1292 berieten die Gilden in Florenz über 24 verschiedenartige Methoden der Vorstandswahlen) (Akklamation, Ernennung durch Amtsvorgänger oder neutrale Dritte, abgestufte Votation, Losverfahren) wurden Wahlmänner bestimmt, die dann – mitunter schon die Kandidaten, unter denen die Elektoren ausgewählt wurden – von äußeren Einflüssen abgeschlossen die eigentliche Wahl vollzogen.
Früheste Beispiele sind aus Genua (1157), Pisa (1162/64) und Pistoia überliefert: „Die Wahlmänner (electores consulum) wurden wiederum von Elektoren (electores electorum consulum) gewählt, die zur besseren Verständigung … als ‚Vorwähler’ bezeichnet seien. Auch in Venedig bestimmten 1178 vier Vorwähler die 40 Wahlmänner für die Benennung des nächsten Dogen … Normalerweise vollziehen die Wahlmänner rechtsgültig und für alle bindend die Wahl; mit ihrer Einsetzung ist ursprünglich die durch Eid gesicherte Verpflichtung der Gesamtheit verbunden, die Entscheidung anzunehmen.“ Die Elektoren ihrerseits mussten schwören, von allen äußeren Einflüssen und Interessen frei nach bestem Wissen und Gewissen mit Gottes Hilfe den Besten, Geeignetsten zu wählen. Oft war auch Einmütigkeit der Elektorenentscheidung vorgeschrieben.

### Geschichte des Konklaves zur Papstwahl

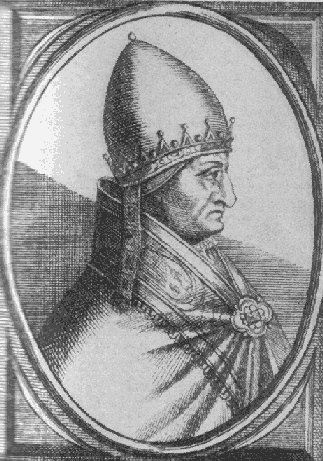
Papst Gregor X., der das Konklave als gültige Papstwahlform festlegte

Der Brauch, die Papstwahl in Form eines Konklaves abzuhalten, entwickelte sich im Spätmittelalter. Das erste Konklave bei einer Papstwahl fand im Jahre 1241 statt. Von den zwölf wahlberechtigten Kardinälen waren zwei Gefangene Kaiser Friedrichs II., und die verbliebenen waren zerstritten. Der mächtige römische Senator Matteo Rosso Orsini ließ sie im Septasolium auf dem Palatin unter sehr dürftigen Bedingungen einschließen. Nach 60 Tagen und nachdem einer der eingeschlossenen Kardinäle gestorben war, wurde Coelestin IV. von den verbliebenen neun gewählt. Er starb 17 Tage nach seiner Wahl. Danach kam es zur Sedisvakanz von 19 Monaten, und auch die nachfolgenden Papstwahlen waren wegen unterschiedlicher Auseinandersetzungen zwischen verschiedenen Parteien in Rom, innerhalb der Kirche und zwischen kirchlichen und weltlichen Herrschern schwierig. Nach dem Tod von Papst Clemens IV. kam es erneut zu einer Sedisvakanz, die fast drei Jahre dauerte. Der dann gewählte Papst Gregor X. berief das Zweite Konzil von Lyon ein, um einen Kreuzzug zu organisieren und die Wiedervereinigung mit der Ostkirche voranzubringen. Wichtiges drittes Thema waren Kirchenreformbestimmungen. Die auf dem Konzil angenommene Konstitution Ubi periculum legte 1274 fest, dass die Papstwahlen als Konklave durchzuführen seien, um zukünftig zu vermeiden, dass der Stuhl Petri längere Zeit unbesetzt bleibe. Die bei der Kurie anwesenden Kardinäle sollten nicht länger als zehn Tage auf das Eintreffen auswärtiger Kardinäle warten, dann eingeschlossen und von der Außenwelt abgeschirmt die Wahl vollziehen. Die Versorgung der Kardinäle sollte mit zunehmender Dauer des Konklaves reduziert werden und sie sollten alle Einkünfte während der Sedisvakanz verlieren.
Innozenz V. wurde am 21. Januar 1276 zum Papst gewählt, nur einen Tag nach Beginn des Konklaves, das erstmals nach den Regeln seines Vorgängers Gregor X. zusammenkam. Das folgende Konklave im Juli 1276 konnte sich zunächst nicht auf einen Kandidaten einigen, sodass Karl von Anjou in seiner Funktion als Senator von Rom an die Konklaveregelung des Zweiten Konzils von Lyon erinnerte und die Leitung des Konklaves übernahm. Er isolierte die Kardinäle von der Außenwelt und reduzierte deren Verpflegung. Erst als die glühende Hitze des Sommers unter den Kardinälen Opfer forderte – viele brachen erschöpft zusammen – fiel die Wahl am 11. Juli auf Kardinal Fieschi, nun Papst Hadrian V. Weil er als Kardinaldiakon nicht zum Priester geweiht worden war, hob Hadrian die Konklaveordnung Gregors X. auf, faktisch blieben aber die wesentlichen Bestimmungen des zweiten Konzils von Lyon zum Konklave bis in die Gegenwart in Kraft.

### Ort und äußere Bedingungen für das Konklave
Die Wahlen fanden seit der frühesten Zeit in der Stadt Rom statt. Bis zum Ende des Kirchenstaats im Jahr 1870 fand das Konklave im römischen Quirinalspalast statt, seit 1878 in der Sixtinischen Kapelle im Vatikan. Erst die apostolische Konstitution Universi Dominici gregis Papst Johannes Pauls II. legte 1996 die Sixtinische Kapelle als Ort des Konklaves fest. Der Papst brauchte sich nun nicht mehr der Problematik zu stellen, die die bisherige Regelung, nach der die Kardinäle am Sterbeort des Papstes zur Wahl schreiten mussten, mit sich brachte. Nicht in jedem Land könnte darüber hinaus ein Konklave frei und ungehindert stattfinden.
Bis zur zweiten Papstwahl 1978 blieben die Kardinäle während der gesamten Zeit des Konklaves dort eingeschlossen, sodass auch kleine Schlafzellen in der Kapelle und den angrenzenden Räumen eingerichtet werden mussten. In seiner Neuregelung des Konklaves 1996 bestimmte Papst Johannes Paul II. das einige Jahre zuvor neu errichtete Gästehaus Domus Sanctae Marthae, auch Casa Santa Marta genannt, als den zum Konklavebereich gehörenden Ort, an dem die Kardinäle während des Konklaves wohnen und nächtigen. Dennoch bleiben die Kardinäle während des Konklaves von jedem Kontakt mit der Außenwelt ausgeschlossen. Sämtliche anderen Gäste müssen das Domus Sanctae Marthae verlassen; Internet, Telefon, Fernsehen, Radio, Post oder Zeitungen sind nicht erlaubt. Diese Regelung wurde erstmals während der Papstwahl 2005 nach dem Tod von Papst Johannes Paul II. angewandt.
Die strenge Abschließung – ursprünglich auch dazu gedacht, die Kardinäle zu einer möglichst raschen Entscheidung zu drängen – dient heute dazu, mögliche äußere Einflussnahmen auf das Konklave zu verhindern. Papst Johannes Paul II. erweiterte den Abschließungsbereich auf den gesamten Vatikan.

### Ablauf

#### Beginn
Das Konklave beginnt frühestens am 15. und spätestens am 20. Tag nach Eintritt der Sedisvakanz mit einer Heiligen Messe im Petersdom und dem Einzug der wahlberechtigten Kardinäle (siehe Abschnitt „Aktives Wahlrecht“) in die Sixtinische Kapelle. Durch eine von Benedikt XVI. erlassene Änderung kann der Beginn jedoch vorverlegt werden, wenn alle wahlberechtigten Kardinäle anwesend sind. Nach der Vereidigung der Kardinäle fordert der Päpstliche Zeremonienmeister mit der Formel „Extra omnes“ („alle hinaus“) die nicht zum Konklave Gehörenden auf, die Kapelle zu verlassen, und verschließt anschließend deren Eingang.

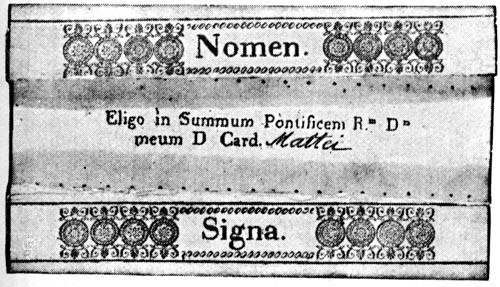
Stimmzettel zur Papstwahl (vermutlich 1878)

Die Kardinäle müssen sich beim Konklave „jeder Form von Verhandlungen, Verträgen, Versprechen oder sonstiger Verpflichtungen jeder Art enthalten, die sie binden können, einem oder einigen die Stimme zu geben oder zu verweigern“, heißt es in dem Schreiben „Universi dominici gregis“ von Papst Johannes Paul II. Ebenso ist es verboten, „gemeinsame Abmachungen zu treffen mit dem Versprechen, sie für den Fall einzulösen, daß einer von ihnen zum Pontifikat erhoben würde“.

#### Wahlgänge
Die Wahlgänge finden nach einem genau festgelegten Zeremoniell statt: Sofern bereits am ersten Tag mit der Wahl begonnen wird, wird nur ein Wahlgang abgehalten, danach gewöhnlich je zwei vormittags und zwei nachmittags. Kandidatenlisten gibt es dabei nicht. Jeder Kardinal ist angehalten, den Namen des von ihm favorisierten Kandidaten mit möglichst verstellter, jedoch deutlich lesbarer Schrift auf einen Zettel zu schreiben. Jeder Wahlzettel trägt die Aufschrift Eligo in Summum Pontificem („Ich wähle zum Obersten Pontifex“) und ein Feld zur Eintragung des Namens des Kardinals, der die Stimme erhalten soll. Jeder Kardinal tritt in der Reihenfolge seiner Rangordnung an den Altar, hält den Wahlzettel für alle deutlich sichtbar in die Höhe, kniet kurz zum Gebet nieder und schwört:

„Testor Christum Dominum, qui me iudicaturus est, me eum eligere, quem secundum Deum iudico eligi debere“

„Ich rufe Christus, den Herrn, der mich richten wird, zum Zeugen an, dass ich den wähle, von dem ich glaube, dass er nach Gottes Willen gewählt werden muss.“

Nachdem der Wahlzettel in die Urne gesteckt worden ist (deren Größe der Öffnungen im Übrigen die gleichzeitige Abgabe zweier Zettel beinahe ausschließt), wird die Urne von einem von drei Wahlhelfern verschlossen und geschüttelt, um die Stimmzettel zu durchmischen. Jeder der drei Wahlhelfer notiert den Namen des gewählten Kandidaten bei der Auszählung separat auf einem Zettel. Die Wahl ist nur gültig, wenn sowohl Anzahl der Stimmzettel mit der Zahl der an der Wahl beteiligten Kardinäle übereinstimmt als auch die individuelle Auszählung der drei Wahlhelfer dasselbe Resultat ergibt.
Besondere Regelungen gelten für den Fall, dass sich ein Kardinal aus gesundheitlichen Gründen nicht in der Sixtinischen Kapelle, sondern von seinem Zimmer im Gästehaus an der Wahl beteiligt.

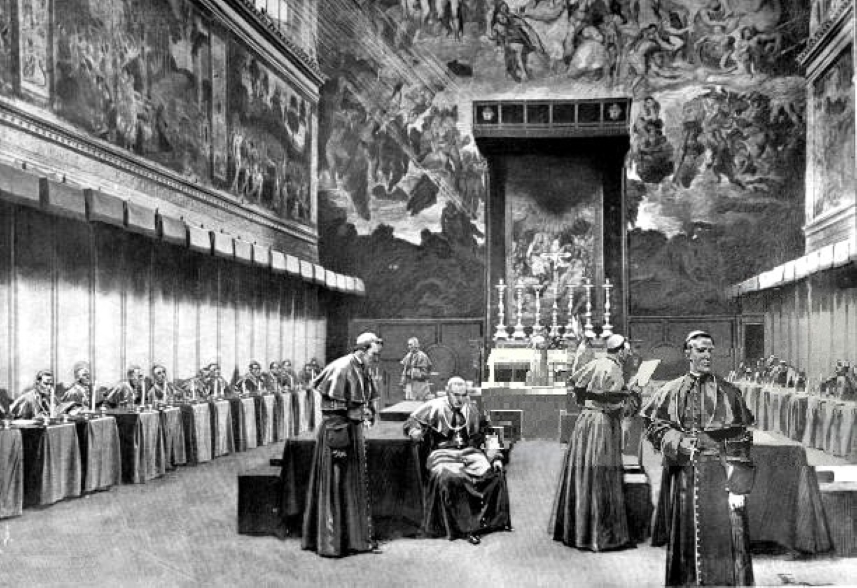
Stimmzettelabgabe beim Konklave 1903, in dem Pius X. gewählt wurde

#### Wahlmehrheit
Für eine gültige Wahl ist eine Zweidrittelmehrheit nötig. Kurzzeitig war es erlaubt, dass die Kardinäle nach 33 bzw. 34 erfolglosen Wahlgängen (abhängig davon, ob schon am ersten Tag des Konklaves ein Wahlgang stattfand) beschließen können, den Papst mit einfacher Mehrheit zu wählen; außerdem konnten sie sich auch für eine Stichwahl zwischen nur mehr zwei bis dahin führenden Kandidaten entscheiden, diese Erlaubnis wurde allerdings von Benedikt XVI. im Jahr 2007 wieder aufgehoben; im 20. Jahrhundert hat es jedoch, soweit bekannt, nie mehr als 15 Wahlgänge gegeben. Die aktuell geltende Konklaveordnung, welche Benedikt XVI. mit dem apostolischen Schreiben Normas nonnullas in Form eines Motu Proprio vom 22. Februar 2013 präzisierte, sieht vor, dass die im Konklave versammelten Kardinäle nach dem 34. Wahlgang eine Stichwahl zwischen den beiden bis dato führenden Kandidaten vornehmen können, wobei diese, sofern es Kardinäle sind, ihr aktives Stimmrecht verlieren. Auch bei dieser Stichwahl ist weiterhin eine Zweidrittelmehrheit erforderlich.

#### Wahlannahme
Wurde jemand gewählt, der sich außerhalb der Vatikanstadt befindet, „müssen die im […] Ordo rituum conclavis enthaltenen Richtlinien beachtet werden.“ So schreibt es der Erlass Universi Dominici Gregis vor.
Nach der Wahl wird der zukünftige Papst gefragt, ob er die Wahl annimmt:

“Acceptasne electionem de te canonice factam in Summum Pontificem?”

„Nimmst du die den Regeln entsprechend durchgeführte Wahl zum höchsten Pontifex an?“

und, falls er die Wahl akzeptiert, welchen Namen er zukünftig führen möchte:

“Quo nomine vis vocari?”

„Mit welchem Namen willst du genannt werden?“

Dies geschieht durch den Dekan des Kardinalkollegiums bzw. den Subdekan, wenn der Dekan selbst wie 2005 zum Papst gewählt wurde, oder den ältesten Kardinalbischof, wenn Dekan und Subdekan aus Altersgründen nicht am Konklave teilnehmen dürfen. Ihm werden die päpstlichen Insignien angelegt, und er nimmt auf der Kathedra vor dem Altar in der Sixtinischen Kapelle Platz. Alle Kardinäle versprechen ihm entsprechend ihrer Rangfolge den Gehorsam und huldigen ihm. Anschließend wird das Te Deum gesungen oder gebetet.

#### Verbleib der Wahlzettel
Die Wahlzettel eines Wahlblocks (ein Block besteht am ersten Tag des Konklaves aus einem Wahlgang und ab dem zweiten Tag des Konklaves aus zwei Wahlgängen, vor- und nachmittags findet ab dem zweiten Tag des Konklaves je ein Wahlblock statt) werden alter Tradition folgend – erstmals seit 1939 in einem speziell dafür vorgehaltenen Ofen – verbrannt. Der dafür erforderliche Rauchabzug wird bei jedem Konklave durch dauerhaft vorhandene Aussparungen in Decke und Dach der Sixtina durch die vatikanische Feuerwehr vorübergehend eingebaut. Seit der Papstwahl 2005 kommt für die Erzeugung der Rauchsignale ein zusätzlich betriebener elektrischer Ofen zum Einsatz. War ein Wahlgang erfolgreich, werden die Stimmzettel direkt nach dem Wahlgang mit trockenem Stroh und reichlich Werg verbrannt. Aktuell werden Kartuschen mit brandförderndem Kaliumperchlorat mit Anthracen und Schwefel für den schwarzen Rauch und Kaliumchlorat, wie es in Streichhölzern verwendet wird, Lactose und Kolophonium für den weißen Rauch verwendet. Der aufsteigende weiße Rauch zeigt den Wartenden seit 1914 die erfolgreiche Wahl eines neuen Papstes an. Nach durchgeführter Wahl werden Öfen und Rauchabzug wieder ausgebaut.

#### Ende des Konklaves und Proklamation
Anschließend wird die Kapelle wieder geöffnet und die Glocken des Petersdoms werden geläutet. Mit der Formel „Annuntio vobis gaudium magnum, habemus Papam!“ („Ich verkünde euch eine große Freude, wir haben einen Papst!“) wird der Gewählte anschließend durch den Kardinalprotodiakon, sofern dieser nicht selbst zum Papst gewählt wird, öffentlich bekanntgegeben. Stimmzahlen oder die Namen unterlegener Kandidaten werden nach der Wahl nicht veröffentlicht.

### Dauer der Konklaven
Besonders in den frühen Jahren zogen sich einige Papstwahlen sehr lange hin. Säkulare Regierende griffen oft zu radikalen Mitteln, um die Wahl zu beschleunigen. 1216 schloss die Stadt Perugia und 1241 die Stadt Rom das Wahlkollegium einfach ein. Besonders bei der Wahl im Jahre 1241 beklagten sich die Kardinäle über die unwürdige Behandlung, die ihnen die Römer angedeihen ließen.
Das längste Konklave der Kirchengeschichte währte zwei Jahre, neun Monate und zwei Tage (1005 Tage). Nach dem Tod von Clemens IV. im Jahre 1268 konnten sich die wählenden Kardinäle nicht mit der notwendigen Zweidrittelmehrheit einigen. Die Stadt Viterbo schloss die Kardinäle deshalb im bischöflichen Palast ein. Als die Kardinäle sich immer noch nicht auf einen Papstnachfolger einigen konnten, ließ die Stadtregierung nur noch Wasser und Brot in den Palast bringen und das Dach des Palastes abdecken, bis sie endlich den Erzdiakon von Lüttich, Teobaldo Visconti, in Abwesenheit zum Papst (Gregor X.) wählten. Dieser befand sich zu diesem Zeitpunkt als Pilger im Heiligen Land und konnte daher erst weitere 6 Monate und 26 Tage nach der Wahl am 27. März 1272 gekrönt werden, so dass die Sedisvakanz insgesamt über drei Jahre dauerte.
Das letzte Konklave, das länger als ein halbes Jahr dauerte, endete im Jahr 1316 mit der Wahl Johannes’ XXII. Dagegen wurde Gregor IX. im Jahr 1227 noch am ersten Tag des Konklaves zum Papst gewählt.
Gregor X. führte die Abhaltung eines Konklaves als verbindlich ein. Währenddessen war es den Kardinälen untersagt, die Räumlichkeiten, in denen die Wahl stattfand, zu verlassen. Auch war es ihnen verboten, irgendein Einkommen aus ihren kirchlichen Ämtern zu beziehen. Zwar ließ Hadrian V. diese Regelungen aufheben, doch Coelestin V., der 1294 nach erneuter zweijähriger Sedisvakanz gewählt wurde, setzte die Regelungen wieder in Kraft.
Eine von Pius IV. im Jahr 1562 erlassene päpstliche Bulle regelte das Wahlverfahren über geheime Stimmzettel. Gregor XV. erließ zwei Bullen, die weitere Details der Wahl regelten. Die erste aus dem Jahr 1621 betraf die Wahlprozeduren. Die zweite Bulle von 1622 regelte die einzuhaltenden Zeremonien rund um die Wahl. 1904 erließ Pius X. eine Verordnung, die die vorherigen Regelungen zusammenfasste. Weitere kleinere Reformen wurden von Johannes Paul II. im Jahr 1996 veranlasst.
In jüngerer Vergangenheit waren die Sedisvakanzen relativ kurz. Nach der Wahl Gregors XVI., der 1831 nach 50-tägigem Konklave gewählt wurde, benötigten die Kardinäle für eine Wahl nie länger als vier Tage. So gilt zum Beispiel die Wahl Pius’ XII. 1939 als eine der kürzesten der Kirchengeschichte – sie dauerte nur 20 Stunden. Das Konklave 2005 zur Wahl Benedikt XVI. dauerte ab dem Einzug des Kardinalskollegiums in die Sixtinische Kapelle 26 Stunden, das Konklave 2013 wurde am zweiten Tag im fünften Wahlgang mit der Wahl Franziskus’ beendet. Das Konklave 2025 endete mit dem dritten Wahlgang des zweiten Tages beziehungsweise dem insgesamt vierten Wahlgang, in welchem der jetzige Papst Leo XIV. gewählt wurde.

### Geheimhaltung
Zu Beginn des Konklaves legen die Kardinäle einen Eid ab, der sie zur Geheimhaltung verpflichtet. Auch nach dem Konklave sind die Kardinäle zur absoluten Verschwiegenheit über die Vorgänge bei der Papstwahl verpflichtet. Trotzdem wurde der Verlauf der Abstimmungen in vielen Fällen publik. Die Authentizität dieser Berichte lässt sich nicht nachprüfen, wird aber in vielen Fällen von Historikern akzeptiert, zum Beispiel bei der Wahl Johannes Pauls II.

## Wahlberechtigte

### Aktives Wahlrecht
Wahlberechtigt sind alle Kardinäle, die am Tag vor dem Eintritt der Sedisvakanz (zum Beispiel dem Todestag des Papstes) ihr 80. Lebensjahr noch nicht vollendet haben.
Jeder von ihnen ist verpflichtet, am Konklave teilzunehmen, wenn er nicht durch Krankheit oder andere schwerwiegende Gründe verhindert ist. Falls dennoch ein Kardinal nicht rechtzeitig erscheint, findet das Konklave ohne ihn statt.

### Zahl der aktiv Wahlberechtigten
1587 limitierte Papst Sixtus die Anzahl der wahlberechtigten Kardinäle auf 70, doch die Päpste seit Johannes XXIII. hielten sich nicht an diese Richtlinie. 1975 bestimmte Paul VI. in der Apostolischen Konstitution Romano Pontifici Eligendo, dass Kardinäle, die das achtzigste Lebensjahr vollendet haben, vom Wahlvorgang ausgeschlossen sind, und erhöhte gleichzeitig die Zahl der wahlberechtigten Kardinäle auf 120. Durch Kardinalskreierungen der auf Paul VI. folgenden Päpste wurde auch diese Anzahl temporär überschritten. So waren zum Konklave 2025 nach dem Tod von Franziskus 135 Kardinäle wahlberechtigt.

### Passives Wahlrecht
Grundsätzlich kann jeder getaufte Mann, der die Weihe gültig empfangen kann, zum Papst gewählt werden. Ein Mindestalter für den Papst ist im Kirchenrecht nicht ausdrücklich gefordert. Seit Urban VI. im Jahre 1378 wurde allerdings niemand mehr zum Papst gewählt, der nicht Kardinal war.
Grundsätzlich stellte der Stand des Laien kein Hindernis dar, zum Bischof von Rom gewählt zu werden. Erst die Lateransynode von 769 legte fest, dass der Elekt ein Kardinaldiakon oder -priester sein müsse. Das Papstwahldekret von 1059 erlaubte auch die Wahl von Kandidaten, die nicht dem römischen Klerus angehörten. Das dritte Laterankonzil im Jahre 1179 lockerte diese Bestimmungen wieder und erlaubte erneut die Wahl von Laien. Urban VI. war im Jahre 1378 der letzte Papst, der bei seiner Wahl zwar Erzbischof von Bari, aber nicht bereits Kardinal war. Grundsätzlich wählbar ist nach diesen Wahlregeln jeder unverheiratete getaufte Mann, der der römisch-katholischen Kirche angehört, es sei denn, er ist ein Häretiker, ein Schismatiker oder ein Simonist. Sollte der Gewählte kein Bischof sein, so wird ihm noch im Konklave vom Kardinaldekan die Bischofsweihe gespendet. Der letzte Papst, der bei seiner Wahl kein Bischof war, war der 1831 gewählte Gregor XVI.
Über lange Zeiträume stammten die meisten Päpste aus Italien; eine formale Voraussetzung war dies jedoch nie. Papst Johannes Paul II. war Pole, Benedikt XVI. Deutscher, Franziskus stammte aus Argentinien, Leo XIV. ist US-Amerikaner. Der letzte ihrer Vorgänger, der als Nicht-Italiener zum Papst gewählt wurde, war der im Jahre 1522 gewählte Hadrian VI., der aus dem Heiligen Römischen Reich stammte (Gebiet der heutigen Niederlande). In der Frühzeit der Kirche waren öfter auch Griechen, Syrer und Nordafrikaner Päpste, im Mittelalter auch Franzosen, Spanier und Deutsche und einmal ein Engländer (Hadrian IV.).

## Wahlverfahren
Traditionell gab es drei Verfahren für die Papstwahl:
1. durch einen Wahlgang: Die Wahl per scrutinium, die bis heute gültige geheime Wahl mit Zetteln.
2. durch Kompromiss: Die Wahl per compromissum konnte erfolgen, wenn sich das Kardinalskollegium nach zahlreichen Wahlgängen nicht auf einen Kandidaten einigen konnte. Erfolgte die Wahl als Kompromiss, bestimmte das Kardinalskollegium ein Komitee, dessen Mitglieder den Papst untereinander festlegten. Johannes XXII. wurde im Jahre 1316 auf diese Weise gewählt. Johannes Paul II. schaffte diese lange nicht mehr ausgeübte Praxis 1996 ab.
3. durch Akklamation: Die Wahl quasi ex inspiratione/per acclamationem seu inspirationem erfolgte, wenn ein Kardinal den Namen eines Kandidaten vorschlug und die übrigen ihm spontan durch Akklamation zustimmten. Wenn der neue Papst durch Akklamation ausgewählt wurde, ernannten die Kardinäle den Papst quasi afflati Spiritu sancto (als ob vom Heiligen Geist inspiriert). Der letzte Papst, der auf diese Weise ausgewählt wurde, war Gregor XV. im Jahre 1621.

Die beiden letzteren Verfahren wurden de facto schon 1179 im Dritten Laterankonzil abgeschafft, de jure aber erst durch die apostolische Konstitution Universi Dominici Gregis 1996, sodass die Wahl des Papstes heute nur noch in geheimer und schriftlicher Form stattfindet.

## Wahlmehrheiten

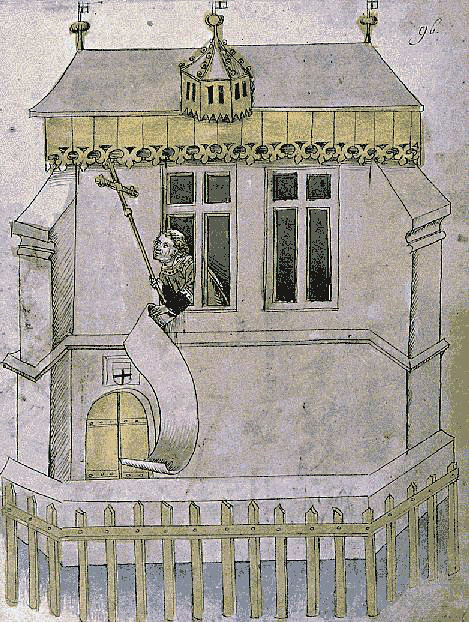
Habemus Papam, 1415

Viele Jahrhunderte galt das Ideal der Einhelligkeit der Wahl, ohne dass formale Regeln zu notwendigen Mehrheiten festgelegt worden wären. Seit 1179 war eine Zweidrittelmehrheit erforderlich:

„Wenn unter den Kardinälen bei der Papstwahl keine Stimmenmehrheit zu erreichen ist, dann soll derjenige von der gesamten Kirche anerkannt werden, der von zwei Dritteln gewählt worden ist. Maßt sich der nur von einem Drittel benannte Kandidat die Papstwürde an, soll er mit seinen Anhängern der Exkommunikation unterliegen und sämtliche Weihegrade verlieren.“

Dieses Dekret basiert auf dem dramatischen Ablauf der Proklamation von Alexander III. im Jahre 1159, als der unterlegene Ottaviano de Monticello dem mit klarer Mehrheit gewählten Alexander III. den gerade angelegten päpstlichen Mantel wieder herunterriss und sich vom Volk zum Papst ausrufen ließ. Alexander III., dessen Pontifikat bis 1181 währte, musste in dieser Zeit gegen vier Gegenpäpste regieren.
Kardinäle durften nicht für sich selbst stimmen, was durch umständliche Prozeduren rund um die Wahlzettel sichergestellt werden sollte. Pius XII. schaffte dies im Jahre 1945 ab, legte jedoch fest, dass eine Mehrheit von zwei Dritteln plus einer Stimme notwendig sei. 1996 legte Johannes Paul II. dies wieder auf eine Zweidrittelmehrheit fest, ließ aber weiterhin zu, dass Kardinäle für sich selbst stimmen können. Zudem führte er die Möglichkeit ein, per Mehrheitsentscheidung unter den Kardinälen nach 33 bzw. 34 erfolglosen Wahlgängen die erforderliche Mehrheit auf die Hälfte der Stimmen abzusenken oder eine Stichwahl zwischen zwei bis dahin führenden Kandidaten durchzuführen. Sein Nachfolger, Papst Benedikt XVI., machte diese Änderung 2007 wieder rückgängig, sodass bei zukünftigen Papstwahlen nach mehr als 33 bzw. 34 Wahlgängen weiterhin die Zweidrittelmehrheit notwendig ist. Ab dem 34. bzw. 35. Wahlgang erfolgen nur noch Stichwahlen, bei denen ebenso eine Zweidrittelmehrheit erreicht werden muss (die beiden dann zur Wahl stehenden Kardinäle dürfen dann nicht mehr selbst wählen).

## Wahlannahme und Proklamation

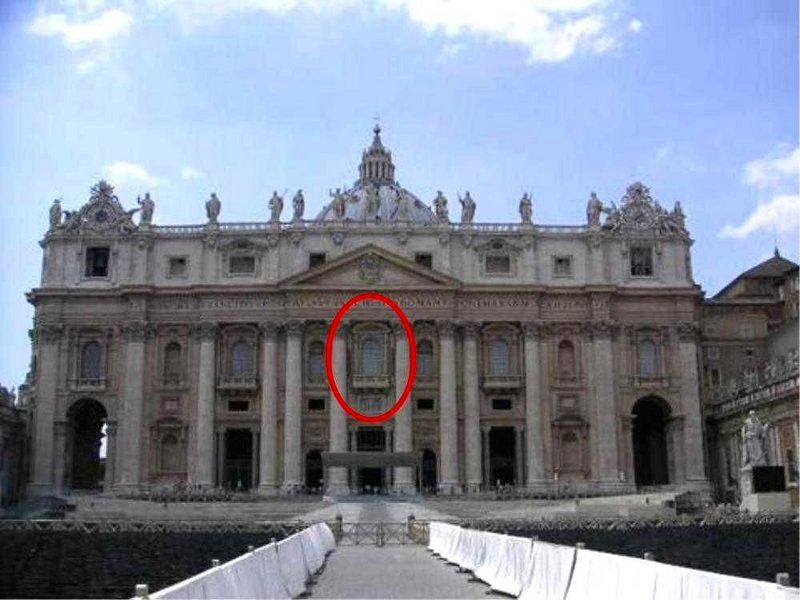
Von der Benediktionsloggia des Petersdoms aus verkündet der Kardinalprotodiakon die Wahl des neuen Papstes.

Nach Abschluss der Wahl ruft der Kardinaldekan den Sekretär des Kardinalskollegiums und den Zeremonienmeister zusammen. Der Kardinaldekan fragt dann den neugewählten Papst: „Nimmst du deine kanonische Wahl zum Papst an?“ (Acceptasne electionem de te canonice factam in Summum Pontificem?). Bejaht der Gewählte, ist er sofort der neue Papst mit allen Rechten und Pflichten und wird vom Kardinaldekan gefragt: „Mit welchem Namen willst du gerufen werden?“ (Quo nomine vis vocari?), denn seit dem 10. Jahrhundert nimmt der Papst mit seiner Wahl zumeist auch einen neuen Namen an. Danach wird ein Schriftstück erstellt, welches die Annahme der Wahl und den neuen Namen des Papstes festhält. Ist dieser bereits Bischof, übernimmt er sofort sein neues Amt. Ist er es noch nicht, empfängt er vom Kardinaldekan noch im Konklave die Bischofsweihe. Der Zeremonienmeister notiert in einem offiziellen Bericht die Wahlannahme und den Namen des neuen Papstes.
Anschließend begibt sich der neue Papst in den „Raum der Tränen“ (camera lacrimatoria), einen kleinen rotausgekleideten Raum in der Nähe der Sixtinischen Kapelle. Die Herkunft der Bezeichnung ist unbekannt, möglicherweise geht sie auf die Tatsache zurück, dass hier der Abschied des neuen Papstes von seiner bisherigen Lebensgestaltung erfolgt. Eine andere Deutung geht dahin, dass der zum Papst Gewählte seinen freudigen Gefühlen dort freien Lauf lassen kann. In diesem Raum befinden sich weiße Papstsoutanen in drei unterschiedlichen Größen und eine mit Goldbrokat bestickte Stola, die nur Päpsten vorbehalten ist. Der Papst kleidet sich um, kehrt zum Konklave zurück, worauf jeder Kardinal dem neuen Papst, der auf einem Schemel nahe dem Altar sitzt, die Ehre erweist und Gehorsam verspricht.
Das Ende der Wahl wird markiert durch das Aufsteigen weißen Rauchs (Fumata) aus einem Schornstein, der vor Beginn des Konklaves auf dem Dach der Sixtinischen Kapelle befestigt wird. Beim Konklave 1978 zur Wahl von Johannes Paul II. stiftete der Rauch Verwirrung: grauer Rauch wurde von den auf dem Petersplatz Wartenden als weiß interpretiert. Wenig später wurde der Rauch dann dunkler. Durch die Beigabe von Chemikalien, die den Rauch eindeutig einfärben sollen, soll dieses Problem künftig vermieden werden. Papst Johannes Paul II. veranlasste während seines Pontifikates, künftig bei jeder erfolgreichen Papstwahl zusätzlich zum weißen Rauch die Glocken des Petersdomes läuten zu lassen, um solche Unklarheiten zu vermeiden. Der Ausruf des Kardinalprotodiakons auf der Benediktionsloggia des Petersdoms verkündet schließlich:
| Annuntio vobis gaudium magnum; habemus Papam: Eminentissimum ac Reverendissimum Dominum, Dominum [Vorname] Sanctae Romanae Ecclesiae Cardinalem [Nachname] qui sibi nomen imposuit [Papstname]. | Ich verkünde euch große Freude; wir haben einen Papst: den herausragendsten und hochwürdigsten Herrn, Herrn [Vorname], der Heiligen Römischen Kirche Kardinal [Nachname], welcher sich den Namen [Papstname] gegeben hat. |

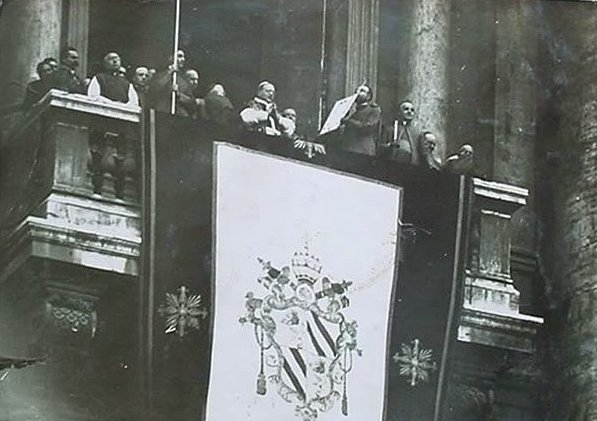
Papst Pius XI. (1922–1939) erschien am 6. Februar 1922 nach seiner Wahl auf der Mittelloggia (Benediktionsloggia) des Petersdomes und erteilte den apostolischen Segen „Urbi et Orbi“

Der neu gewählte Papst erscheint anschließend auf der Benediktionsloggia, kann eine kurze Ansprache halten und spendet anschließend den apostolischen Segen Urbi et Orbi.
Anstatt der heutzutage ein bis zwei Wochen nach der Wahl stattfindenden Amtseinführung (Inaugurationsmesse) stand früher eine aufwendige Zeremonie, bei der der Papst mit dem triregnum, der dreifachen Tiara, gekrönt wurde, die Papstkrönung. Papst Paul VI. ließ sich am 30. Juni 1963 noch traditionell krönen, legte seine Tiara aber im November 1964 während des Zweiten Vatikanischen Konzils ab, um ein Zeichen gegen den Hunger der Welt zu setzen. Er verkaufte sie an eine Washingtoner Privatperson, der Erlös ging an die Armen. Diese Tiara wird mit der Stola, die Papst Johannes XXIII. zum Beginn des Zweiten Vatikanischen Konzils getragen hat, im National Shrine in den USA ausgestellt. Seither haben alle Päpste mit einer jeweils persönlichen Entscheidung auf die Krönung verzichtet. Es existiert aber kein päpstliches Dekret zur Abschaffung der Papstkrönung. Papst Benedikt XVI. ist diesen Entscheidungen seiner Vorgänger gefolgt und hat auch darauf verzichtet, sein Wappen, wie bisher üblich, mit der Tiara krönen zu lassen. Es zeigt an deren Stelle eine Mitra und weist so auf die Funktion des Papstes als Bischof von Rom hin. Seine Nachfolger Franziskus und Leo XIV. haben diese Form des Wappens weitergeführt.

## Sonstiges
In Folge der Eroberung Roms 1527 u. a. durch deutsche Landsknechte (Sacco di Roma) hielten diese ein Schaukonklave ab, bei der Martin Luther zum „Papst“ gewählt wurde.

## Reformanregungen
Neuere Reformvorschläge werden damit begründet, dass angesichts der stärkeren Internationalität und der größeren räumlichen Verteilung des Kardinalskollegiums dessen Mitglieder sich weniger gut kennen würden. Mit der Kreierung (Ernennung) von Kardinälen aus weit von Rom entfernten Gebieten hinge auch zusammen, dass einige zu wenig Erfahrung mit der römischen Kurie hätten, weshalb Walter Brandmüller „Erfahrung in einem Leitungsamt an der Kurie“ als Voraussetzung für die Wählbarkeit einforderte. Auch müssten die ideologische Beeinflussung und „die Möglichkeiten einer öffentlichen oder medialen Beeinflussung der Papstwähler […] minimiert werden“. Zudem wird vor einer Politisierung gewarnt, die dadurch komme, dass einzelne Kardinäle eventuell an der Reise zum Konklave gehindert würden; dem könne man durch „eine Beschränkung auf römische Kardinäle“ und durch die Begrenzung „auf ein ‚sehr reduziertes und wirklich römisches‘ Kardinalskollegium“ entgegenwirken. Eine große Mehrheit und eine hohe Transparenz seien wichtig für die Akzeptanz eines Gewählten. Thomas Schüller regte nach der Wahl von Leo XIV. an, der Papst könne Informationen zum Wahlgeschehen zur Verfügung stellen, und forderte Sanktionen für Kardinäle, die ihren Verschwiegenheitseid brechen.

## Darstellung in Film und Literatur
In dem Film In den Schuhen des Fischers von Michael Anderson, basierend auf dem Roman The Shoes of the Fisherman von Morris L. West, aus dem Jahr 1968 wird das Konklave eines fiktiven Papstes auf anschauliche Weise dargestellt. Hier wird der Papst per Akklamation gewählt.
Im Film Ein Leben für den Frieden – Papst Johannes XXIII. wird neben wichtigen Lebensabschnitten auch das Konklave von 1958 gezeigt, aus dem Angelo Roncalli als Papst Johannes XXIII. hervorging.
Der Film Das Konklave von Christoph Schrewe und Paul Donovan, der 2006 erstmals gezeigt wurde, zeigt mit dem Versuch historischer Genauigkeit die Papstwahl von 1458. Die Geschichte wird aus der Perspektive des jungen Rodrigo Borgia gezeigt, der hier sein erstes Konklave erlebte und später beim Konklave 1492 selbst zum Papst Alexander VI. gewählt wurde.
In dem biografischen Film Johannes Paul II werden die beiden Konklave des Dreipäpstejahres 1978 ausführlich und anschaulich dargestellt.
Der zweite Teil des Zweiteilers Karol – Ein Mann, der Papst wurde zeigt das Konklave von Oktober 1978, in dem Karol Wojtyła zum Papst Johannes Paul II. gewählt wurde.
In dem 2009 erschienenen Film Illuminati wird ein Konklave der Gegenwartszeit ausführlich, allerdings in Bezug auf die Abläufe fehlerhaft dargestellt.
In der mehrteiligen Fernsehserie Borgia (ZDF, 2011) wird in der zweiten Folge das Konklave zur Wahl Alexanders VI. ausführlich, allerdings nicht historisch korrekt geschildert. Auch war die Deckenbemalung der Sixtinischen Kapelle 1492 noch nicht fertig.
Die italienisch-französische Tragikomödie Habemus Papam – Ein Papst büxt aus (2011) des italienischen Regisseurs Nanni Moretti handelt von einem Konklave, das nicht beendet werden kann, da den gewählten Papst Zweifel befallen und seine Wahl nicht bekannt gegeben wird.
Im 2016 erschienenen Roman Konklave des britischen Schriftstellers Robert Harris dreht sich die gesamte Handlung um wenige Tage einer fiktiven zeitgenössischen Papstwahl aus der Sicht des Kardinaldekans, wobei Wahlverfahren, Orte und Zeremonien sehr ausführlich geschildert werden. Die Eigenheiten des verstorbenen Papstes (bspw. im Domus Sanctae Marthae wohnend, Kampf gegen Missstände in der Kirche) erinnern an den zum Zeitpunkt der Bucherscheinung gegenwärtigen Papst Franziskus.
Auf der Grundlage dieses Romans erschien 2024 der gleichnamige Film Konklave von Edward Berger.

### Sekundärliteratur
- Frederick J. Baumgartner: Behind Locked Doors. A History of the Papal Elections. Palgrave Macmillan, New York 2003, ISBN 0-312-29463-8.
- Heiner Boberski: Der nächste Papst. Die geheimnisvolle Welt des Konklave. 2. Auflage. Otto Müller Verlag, Salzburg 2001, ISBN 3-7013-1041-6. Taschenbuch 2001, ISBN 3-7013-1006-8.
- Heinz-Joachim Fischer: Die Nachfolge. Von der Zeit zwischen den Päpsten. Herder, Freiburg 1997, ISBN 3-451-26190-1.
- Werner Goez / Peter Krämer: Papstwahl. In: Lexikon für Theologie und Kirche, 3. Auflage, Bd. 7, Herder, Freiburg im Breisgau 1998, Sonderausgabe 2006, Sp. 1352–1354.
- Markus Graulich: Die Vakanz des Apostolischen Stuhls und die Wahl des Bischofs von Rom: Zwei Rechtsinstitute in der Entwicklung. In: Archiv für katholisches Kirchenrecht (AfkKR). 174 (2005), 75–95.
- Kevin Hecken: Wahl und Wunder. Papstwahlrecht und Papstwahlpraxis im 17. Jahrhundert. Herder, Freiburg 2023, ISBN 978-3-451-39571-0.
- Kevin Hecken: Kardinal Pier Luigi Carafas Tod und Obduktion im Konklave des Jahres 1655. In: Römische Quartalschrift für Christliche Altertumskunde und Kirchengeschichte 118 (2023), S. 222–234.
- Alberto Melloni: Das Konklave. Die Papstwahl in Geschichte und Gegenwart. 2. Auflage. Herder, Freiburg 2005, ISBN 3-451-27850-2.
- Bernhard Schimmelpfennig: Papst- und Bischofswahlen seit dem 12. Jahrhundert. In: Wahlen und Wählen im Mittelalter (= Vorträge und Forschungen. Bd. 37). Hrsg. von Reinhard Schneider und Harald Zimmermann. Thorbecke, Sigmaringen 1990, ISBN 3-7995-6637-6, S. 173–195.
- Georg Schwaiger: Papstwahl. In: Lexikon des Mittelalters (LexMA). Band 7. LexMA-Verlag, München 1995, ISBN 3-7608-8907-7, Sp. 1691–1693.
- Andreas Thier: Papstwahl. In: HRGdigital. Abgerufen am 30. April 2022.* Günther Wassilowsky: Die Konklavereform Gregors XV. (1621/22). Wertekonflikte, symbolische Inszenierung und Verfahrenswandel im posttridentinischen Papsttum. Anton Hiersemann, Stuttgart 2010, ISBN 978-3-7772-1003-2.
- Hubert Wolf: Konklave: Die Geheimnisse der Papstwahl. C.H. Beck, München 2017, ISBN 978-3-406-70717-9.
- Stefan von Kempis: Weißer Rauch und falsche Mönche. Eine andere Geschichte der Papstwahl. Herder Verlag, Freiburg 2025, ISBN 978-3-451-39704-2